# Annike Krahn
Annike Krahn (Bochum, 1 juli 1985) is een voetbalspeelster uit Duitsland.
Ze speelde 137 wedstrijden voor het Duits vrouwenvoetbalelftal, en werd daarmee in 2016 Olympisch kampioen.
Van 2008 tot 2017 speelde ze voor MSV Duisburg en Bayer Leverkusen in de Duitse competitie, en voor PSG in de Franse competitie.
Krahn heeft de UEFA-managmentopleiding Executive Master for International Players (MIP) gedaan.

## Statistieken
| Seizoen | Club             | Land      | Competitie | Wedstrijden | Doelpunten |
| ------- | ---------------- | --------- | ---------- | ----------- | ---------- |
| 2008/09 | MSV Duisburg     | Duitsland | FRB        |             | 2          |
| 2009/10 | MSV Duisburg     | Duitsland | FRB        | 21          | 2          |
| 2010/11 | MSV Duisburg II  | Duitsland | FRB2       | 2           | 0          |
| 2011/12 | MSV Duisburg     | Duitsland | FRB        | 22          | 0          |
| 2012/13 | PSG              | Frankrijk | FD1        | 17          | 1          |
| 2013/14 | PSG              | Frankrijk | FD1        | 21          | 1          |
| 2014/15 | PSG              | Frankrijk | FD1        | 14          | 0          |
| 2015/16 | Bayer Leverkusen | Duitsland | FRB        | 19          | 0          |
| 2016/17 | Bayer Leverkusen | Duitsland | FRB        | 18          | 0          |
| Totaal  | Totaal           | Totaal    | Totaal     | 134         | 6          |

Laatste update: juni 2021

## Interlands
Krahn speelde vanaf 2007 voor het Duits vrouwenvoetbalelftal. In 2017 speelde ze haar laatste wedstrijd.
In 2008 speelde Krahn op de Olympische Zomerspelen en behaalde met Duitsland een bronzen medaille.
Op de Olympische Zomerspelen van Rio de Janeiro in 2016 behaalde Duitsland met Krahn de gouden medaille.

## Privé
In 2007 gaf Krahn medewerking aan de film Die besten Frauen der Welt.